# 農林水産省大臣官房
農林水産省大臣官房（のうりんすいさんしょうだいじんかんぼう）は、農林水産省の内部部局の1つ。農林水産省全体の総合調整や政策評価、会計、人事、福利厚生、情報公開、統計、検査などの役割を担っている。

## 組織
- 大臣官房長
  - 総括審議官
  - 総括審議官（新事業・食品産業部）
  - 技術総括審議官
  - 輸出促進審議官
  - 生産振興審議官
  - 公文書管理監
  - サイバーセキュリティ・情報化審議官
  - 危機管理・政策立案総括審議官
  - 審議官（9）
  - 参事官（9）
  - 報道官
  - 秘書課
  - 文書課
    - 災害総合対策室

  - 予算課
  - 地方課
  - 政策課
    - 環境政策室
    - 技術政策室
    - 食料安全保障室

  - 広報評価課
    - 広報室
    - 報道室
    - 情報管理室
    - 情報分析室

  - 環境バイオマス政策課
    - 地球環境対策室
    - 再生可能エネルギー室

  - 国際戦略グループ（長は参事官）
  - デジタル戦略グループ（長は参事官）
  - 検査・監察部
    - 調整・監察課
      - 審査室
      - 会計監査室
      - 行政監察室

    - 検査課

  - 統計部
    - 管理課
    - 経営・構造統計課
      - センサス統計室

    - 生産流通消費統計課
      - 消費統計室

    - 統計企画管理官

  - 新事業・食品産業部
    - 新事業・食品産業政策課
      - ファイナンス室
      - 商品取引室

    - 食品流通課
      - 卸売市場室

    - 食品製造課
      - 食品企業行動室
      - 基準認証室

    - 外食・食文化課
      - 食品ロス・リサイクル対策室
      - 食文化室

## 所掌事務
- 農林水産省の所掌事務の総合調整
- 国会との連絡に関すること
- 大臣の官印、農林水産省の省印の保管に関すること
- 法令案、その他公文書類の審査に関すること
- 公文書類の接受、発送、編集及び保存に関すること
- 農林水産省の行政監察に関すること
- 農林水産省の機構に関すること
- 農林水産省の人事や定員、職員の福利厚生、給与、教養に関すること
- 農林水産省の予算、決算及び会計、監査に関すること
- 農林水産省が保有する情報の公開や個人情報の保護に関すること
- 農林水産省の基本的政策の企画、立案に関すること
- 食料安定供給の確保に関する政策に関すること
- 独立行政法人環境再生保全機構に関すること
- 農林水産省の所掌事務に係る国際協力に関すること
- 農林水産省の統計に関すること
- 農林水産省の所掌事務に係る物資の輸出入の連絡調整、関税、国際協定に関すること
- 国立国会図書館支部農林水産省図書館に関すること
- 農林水産省が所管する法人や団体の業務及び会計の検査、立入検査等に関すること

## 歴代官房長

### 農商務省官房長
| 代 | 氏名       | 在任期間                       | 前職 | 後職 |
| -- | ---------- | ------------------------------ | ---- | ---- |
| 1  | 岡野敬次郎 | 1900年5月20日 - 1900年10月27日 |      |      |
| 2  | 改野耕三   | 1900年10月27日 - 1901年6月5日  |      |      |

### 農林省大臣官房長
| 代 | 氏名         | 在任期間                       | 前職                       | 後職               |
| -- | ------------ | ------------------------------ | -------------------------- | ------------------ |
| 1  | 平川守       | 1949年6月1日 - 1951年1月31日   | 総務局長                   | 農地局長           |
| 2  | 山添利作     | 1951年1月31日 - 1951年2月10日  | （農林事務次官と兼職）     | （大臣官房長解職） |
| 3  | 塩見友之助   | 1951年2月10日 - 1952年1月8日   | 熊本営林局長               | 水産庁長官         |
| 4  | 山添利作     | 1952年1月8日 - 1952年1月11日   | （農林事務次官と兼職）     | （大臣官房長解職） |
| 5  | 渡部伍良     | 1952年1月11日 - 1954年12月16日 |                            |                    |
| 6  | 安田善一郎   | 1954年12月16日 - 1955年10月5日 |                            |                    |
| 7  | 谷垣専一     | 1955年10月5日 - 1956年6月25日  | 農林経済局農業協同組合部長 | 畜産局長           |
| 8  | 永野正二     | 1956年6月25日 - 1957年8月31日  |                            |                    |
| 9  | 斎藤誠       | 1957年8月31日 - 1960年12月14日 |                            |                    |
| 10 | 昌谷孝       | 1960年12月14日 - 1962年6月1日  |                            |                    |
| 11 | 林田悠紀夫   | 1962年6月1日 - 1963年5月1日    | 水産庁漁政部長             | 園芸局長           |
| 12 | 檜垣徳太郎   | 1963年5月1日 - 1963年9月21日   | 農地局管理部長             | 畜産局長           |
| 13 | 中西一郎     | 1963年9月21日 - 1965年6月2日   |                            |                    |
| 14 | 大口駿一     | 1965年6月2日 - 1966年7月29日   | 農政局長                   | 食糧庁長官         |
| 15 | 檜垣徳太郎   | 1966年7月29日 - 1968年6月1日   | 畜産局長                   | 食糧庁長官         |
| 16 | 大和田啓気   | 1968年6月1日 - 1969年11月1日   |                            |                    |
| 17 | 亀長友義     | 1969年11月1日 - 1970年8月18日  | 農林経済局長               | 食糧庁長官         |
| 18 | 太田康二     | 1970年8月18日 - 1971年6月22日  |                            |                    |
| 19 | 中野和仁     | 1971年6月22日 - 1972年8月16日  |                            |                    |
| 20 | 三善信二     | 1972年8月16日 - 1973年1月12日  | 農地局長                   | 食糧庁長官         |
| 21 | 大河原太一郎 | 1973年1月12日 - 1975年9月5日   | 畜産局長                   | 食糧庁長官         |
| 22 | 森整治       | 1975年9月5日 - 1976年11月5日   | 食品流通局長               | 構造改善局長       |
| 23 | 澤邊守       | 1976年11月5日 - 1978年1月14日  | 農蚕園芸局長               | 食糧庁長官         |
| 24 | 松本作衛     | 1978年1月14日 - 1978年7月5日   | 国土庁土地局長             | 食糧庁長官         |

### 農林水産省大臣官房長
| 代 | 氏名       | 在任期間                      | 前職                                             | 後職             |
| -- | ---------- | ----------------------------- | ------------------------------------------------ | ---------------- |
| 1  | 松本作衛   | 1978年7月5日 - 1979年7月20日  | 国土庁土地局長                                   | 食糧庁長官       |
| 2  | 渡辺五郎   | 1979年7月20日 - 1981年        | 国土庁土地局次長                                 | 食糧庁長官       |
| 3  | 角道謙一   | 1981年 - 1984年7月6日         | 大臣官房総務審議官                               | 林野庁長官       |
| 4  | 田中宏尚   | 1984年7月6日 - 1986年6月10日  | 大臣官房審議官                                   | 林野庁長官       |
| 5  | 甕滋       | 1986年6月10日 - 1988年1月12日 | 林野庁次長                                       | 食糧庁長官       |
| 6  | 浜口義曠   | 1988年1月12日 - 1989年7月     | 農蚕園芸局長                                     | 食糧庁長官       |
| 7  | 鶴岡俊彦   | 1989年7月 - 1991年            | 大臣官房総務審議官                               | 水産庁長官       |
| 8  | 馬場久萬男 | 1991年 - 1992年7月21日        | 食品流通局長                                     | 林野庁長官       |
| 9  | 上野博史   | 1992年7月21日 - 1994年2月16日 | 農蚕園芸局長                                     | 食糧庁長官       |
| 10 | 高橋政行   | 1994年2月16日 - 1995年7月7日  | 農蚕園芸局長                                     | 食糧庁長官       |
| 11 | 高木勇樹   | 1995年7月7日 - 1997年1月8日   | 畜産局長                                         | 食糧庁長官       |
| 12 | 堤英隆     | 1997年1月8日 - 1998年7月3日   | 経済局長                                         | 食糧庁長官       |
| 13 | 高木賢     | 1998年7月3日 - 1999年7月30日  | 農産園芸局長                                     | 食糧庁長官       |
| 14 | 竹中美晴   | 1999年8月1日 - 2001年1月6日   | 経済局長                                         | 農林水産審議官   |
| 15 | 田原文夫   | 2001年1月6日 - 2003年7月4日   | 大臣官房総務審議官                               | 水産庁長官       |
| 16 | 小林芳雄   | 2003年7月4日 - 2005年7月19日  | 大臣官房総括審議官                               | 水産庁長官       |
| 17 | 白須敏朗   | 2005年7月19日 - 2006年8月1日  | 生産局長                                         | 水産庁長官       |
| 18 | 井出道雄   | 2006年8月1日 - 2008年1月17日  | 経営局長                                         | 林野庁長官       |
| 19 | 岡島正明   | 2008年1月17日 - 2009年1月5日  | 総合食料局長                                     |                  |
| 20 | 佐藤正典   | 2009年1月5日 - 2010年7月30日  | 消費・安全局長                                   | 水産庁長官       |
| 21 | 本川一善   | 2010年7月30日 - 2012年9月11日 | 生産局長                                         | 水産庁長官       |
| 22 | 今井敏     | 2012年9月11日 - 2014年7月22日 | 生産局長                                         | 林野庁長官       |
| 23 | 佐藤一雄   | 2014年7月22日 - 2015年8月7日  | 生産局長                                         | 水産庁長官       |
| 24 | 荒川隆     | 2015年8月7日 - 2017年7月10日  | 大臣官房総括審議官                               | 農村振興局長     |
| 25 | 水田正和   | 2017年7月10日 - 2019年7月8日  | 大臣官房総括審議官（国際）                       | 生産局長         |
| 26 | 枝元真徹   | 2019年7月8日 - 2020年8月3日   | 生産局長                                         | 農林水産事務次官 |
| 27 | 横山紳     | 2020年8月3日 - 2022年6月28日  | 経営局長                                         | 農林水産事務次官 |
| 28 | 渡邊毅     | 2022年6月28日 - 2024年7月5日  | 水産庁漁政部長                                   | 農林水産事務次官 |
| 29 | 長井俊彦   | 2024年7月5日 - 2025年7月1日   | 農村振興局長                                     | 畜産局長         |
| 30 | 宮浦浩司   | 2025年7月1日 - 現職           | 農林水産省大臣官房総括審議官（新事業・食品産業） |                  |